# BMW Malaysian Open 2011
Il BMW Malaysian Open 2011 è stato un torneo femminile di tennis giocato sul cemento outdoor. È stata la 2ª edizione del torneo, che fa parte della categoria International nell'ambito del WTA Tour 2011. Si è giocato al Bukit Kiara Equestrian & Country Resort di Kuala Lumpur in Malaysia, dal 28 febbraio al 6 marzo 2011.

## Partecipanti

### Teste di serie
| Nazionalità | Giocatrice          | Ranking* | Testa di serie |
| ----------- | ------------------- | -------- | -------------- |
| Italia      | Francesca Schiavone | 5        | 1              |
| Francia     | Marion Bartoli      | 18       | 2              |
| Russia      | Alisa Klejbanova    | 20       | 3              |
| Australia   | Jarmila Groth       | 31       | 4              |
| Rep. Ceca   | Lucie Šafářová      | 35       | 5              |
| Giappone    | Ayumi Morita        | 48       | 6              |
| Giappone    | Kimiko Date Krumm   | 53       | 7              |
| Serbia      | Bojana Jovanovski   | 55       | 8              |

- Ranking al 21 febbraio 2011.

### Altre partecipanti
Le seguenti giocatrici hanno ricevuto una wild-card per il tabellone principale:
- Jarmila Groth
- Urszula Radwańska
- Francesca Schiavone

Le seguenti giocatrici sono entrati nel tabellone principale passando dalle qualificazioni:

- Anne Kremer
- Jing-Jing Lu
- Tetjana Lužans'ka
- Sun Shengnan

## Campionesse

### Singolare
Jelena Dokić ha sconfitto  Lucie Šafářová, 2–6, 7–6(9), 6–4.
- È il 1º titolo dell'anno per Jelena Dokić, il 6° della sua carriera. È il 1º titolo vinto dal torneo di Birmingham del 2002.

### Doppio
Dinara Safina /  Galina Voskoboeva hanno battuto in finale  Noppawan Lertcheewakarn /  Jessica Moore, 7–5, 2–6, [10–5].